# 12,7 × 99 mm OTAN
El 12,7 × 99 mm OTAN o  .50 BMG (Browning Machine Gun) es un cartucho desarrollado para la Browning M2 a finales de los años 1910. Entrando oficialmente en servicio en 1921, el cartucho es básicamente un .30-06 Springfield sobredimensionado. Ha sido fabricado en muchas variantes: bala simple, trazadora, antiblindaje, incendiaria y sub-calibre. Los cartuchos para ametralladoras son encintados con ayuda de eslabones metálicos.
El 12,7 × 99 mm OTAN también es empleado en fusiles de largo alcance y fusiles de francotirador, así como en otras ametralladoras calibre 12,7 mm. Su empleo en fusiles monotiro y semiautomáticos ha dado origen a varios cartuchos de alto desempeño especializados, que no se emplean en ametralladoras. Un fusil de francotirador McMillan Tac-50 calibre 12,7 mm fue empleado por el cabo Rob Furlong del Ejército canadiense para lograr la baja confirmada a mayor distancia de la historia, al abatir a un rebelde talibán a 2430 metros durante la campaña de 2002 en Afganistán.
El récord anterior para una baja confirmada a gran distancia fue logrado por el francotirador de los Marines Carlos Hathcock en 1967, a una distancia de 2286 m. Hathcock empleó este cartucho en una ametralladora Browning M2 equipada con una mira telescópica. Esta arma fue empleada por otros francotiradores, lo cual condujo al desarrollo de fusiles de francotirador que empleaban este cartucho. El anterior cartucho estándar para los fusiles de francotirador era el .30-06 Springfield, pero el 12,7 × 99 mm OTAN es más preciso a gran distancia.
Está disponible una amplia variedad de cartuchos .50 BMG, al mismo tiempo que la disponibilidad de cartuchos de alto desempeño ha aumentado la utilidad de los fusiles calibre 12,7 mm al disparar con mayor precisión que empleando cartuchos de menor calidad.

## Historia
El cartucho fue ideado durante la Primera Guerra Mundial por John Browning como respuesta al pedido de un arma antiaérea. Básicamente era una versión sobredimensionada del .30-06 Springfield, empleado en una ametralladora de igual tamaño que estaba basada en el diseño de la M1919/M1917, que había sido desarrollada por Browning hacia 1900 (aunque no fue adoptada por el Ejército estadounidense sino hasta 1917; de ahí su denominación). La nueva ametralladora pesada, la Browning M2, fue ampliamente utilizada a bordo de aviones, especialmente durante la Segunda Guerra Mundial, aunque hoy su empleo aéreo está limitado a helicópteros. Aún es empleada en tierra, tanto a bordo de vehículos como en fortificaciones fijas y a veces por la infantería. Las balas antiblindaje, antiblindaje incendiaria y antiblindaje incendiaria trazadora eran especialmente efectivas contra aviones, mientras que las balas antiblindaje y las antiblindaje incendiarias eran excelentes para destruir búnkeres de hormigón, fortificaciones ligeras y vehículos ligeramente blindados. Las balas antiblindaje incendiaria y antiblindaje incendiaria trazadora emiten un ruidoso destello y humean al impactar, facilitando la confirmación del impacto.

Medidas en milímetros, no aptas para uso en recarga.

El desarrollo del cartucho 12,7 × 99 mm OTAN se confunde a veces con el del cartucho alemán 13,2 mm TuF, que había sido desarrollado en Alemania para el fusil antitanque Mauser 1918 T-Gewehr con el cual se pretendía detener a los tanques británicos en la Primera Guerra Mundial. A pesar de esto, el desarrollo del cartucho estadounidense calibre 12,7 mm se había iniciado antes de que el proyecto alemán fuese terminado o incluso de que los aliados supiesen algo sobre este. Cuando se difundió la información sobre el cartucho antitanque alemán, hubo cierto debate sobre si debía ser copiado y empleado como base para el cartucho de la nueva ametralladora. Sin embargo, tras unas cuantas pruebas, la munición alemana fue descartada debido a que su desempeño era inferior al .30-06 Springfield sobredimensionado y porque era un cartucho con semi-pestaña, lo cual lo hacía poco apropiado para un arma automática. En cambio, la Browning M2HB con sus cartuchos antiblindaje de 12,7 mm podía servir como una ametralladora antiaérea y antivehicular, con capacidad de perforar 22,2 mm de blindaje en acero templado a 91 m y 19 mm a 500 metros. [cita requerida]
Décadas más tarde, el 12,7 × 99 mm OTAN también sería empleado en fusiles de gran potencia. El concepto de una ametralladora calibre 12,7 mm no era una idea de aquella época; este calibre ya había sido empleado en ametralladoras Maxim y en algunas ametralladoras accionadas manualmente, como la Gatling.

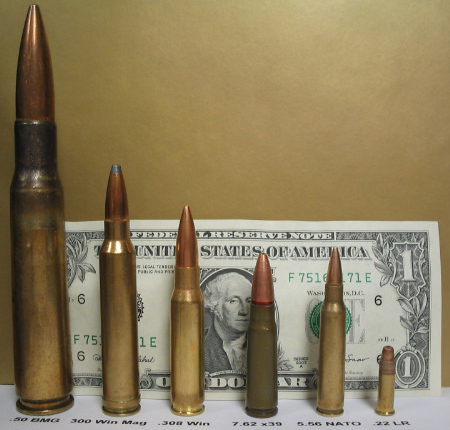
De izq. a der. : .50 BMG, 300 Win Mag, .308 Winchester, 7,62 x 39, 5,56 x 45 OTAN, .22 LR.

Durante la Segunda Guerra Mundial, el cartucho 12,7 × 99 mm OTAN fue principalmente empleado por la ametralladora "Browning M2" en los papeles de arma antiaérea y antivehicular. Una variante mejorada de la ametralladora Browning M2 empleada durante la Segunda Guerra Mundial todavía es usada con la denominación de M2. Desde mediados de la década de 1950, los vehículos de infantería blindados, camiones y todoterrenos han sido construidos para resistir los disparos de una ametralladora calibre 12,7 mm, haciéndola un arma menos flexible. Todavía tiene un mayor poder de penetración que una ametralladora media, pero es mucho más pesada y difícil de transportar. Sin embargo, su alcance y precisión son superiores a las ametralladoras ligeras cuando es montada sobre un trípode y no ha sido reemplazada como la ametralladora estándar montada en los vehículos occidentales (los vehículos blindados soviéticos y rusos tienen ametralladoras DShK y NSV calibre 12,7 mm, cuyo cartucho es balísticamente muy similar al 12,7 × 99 mm OTAN, o KPV calibre 14,5 mm, que tiene una superior capacidad de penetrar blindajes en comparación con cualquier cartucho 12,7 mm). [cita requerida]
El fusil calibre 12,7 mm Barrett M82 y sus variantes posteriores surgieron durante la década de 1980 y aumentaron la capacidad antimaterial del francotirador militar. Un francotirador experimentado puede neutralizar toda una unidad de infantería al eliminar varios blancos (soldados o pertrechos) sin revelar su ubicación exacta. La gran distancia (más de 1600 m) entre la posición desde donde se efectúa el disparo y el blanco, le permite al francotirador evitar la respuesta del enemigo tanto mediante reubicación como mediante retirada.
En junio de 2017, un francotirador canadiense batió el récord de distancia al abatir a un guerrillero supuestamente de ISIS, en Irak, a la distancia de 3540 m con un fusil Mc Millan TAC-50.[cita requerida]

## Características

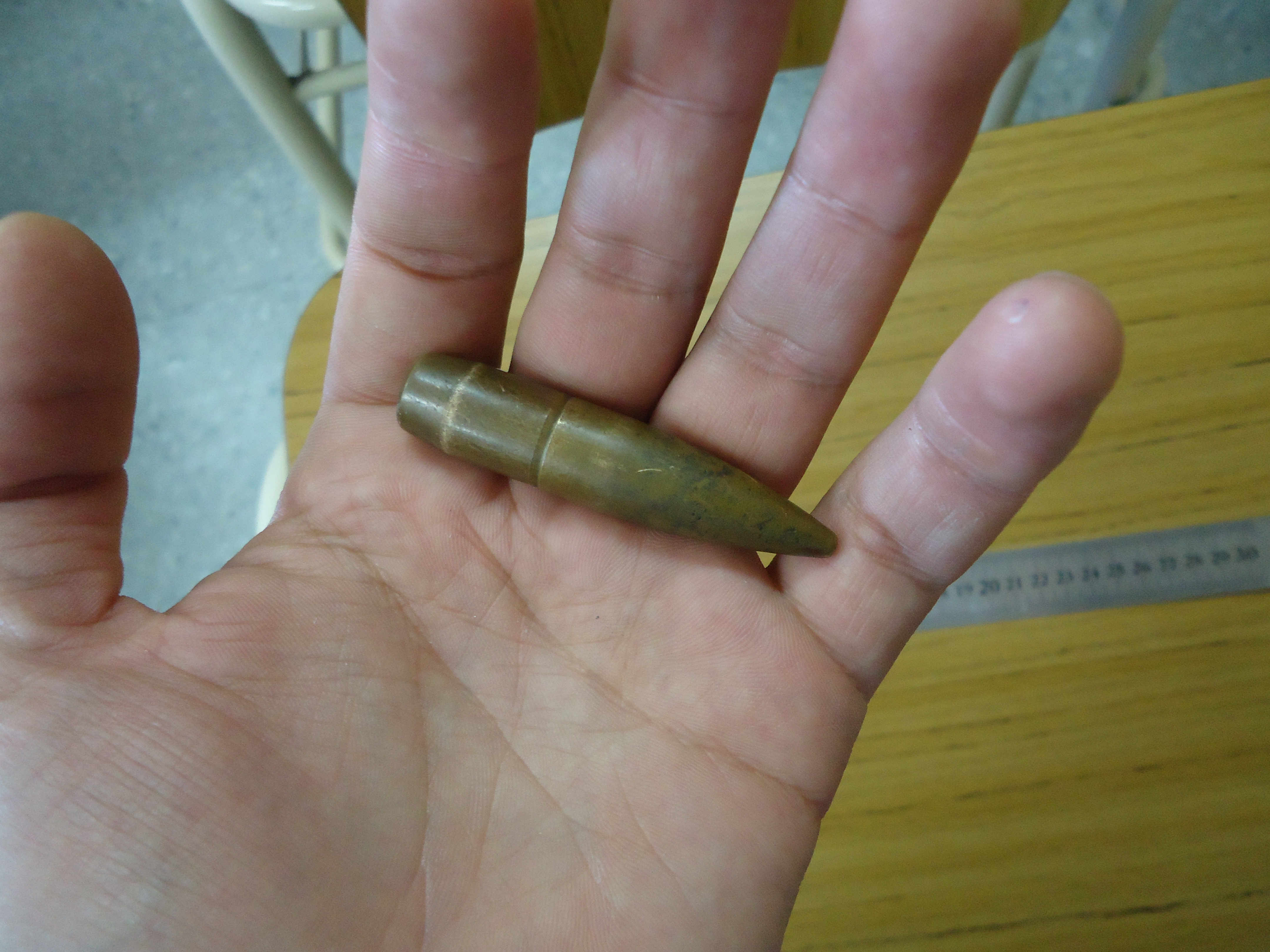
Bala de un cartucho 12,7 × 99 mm OTAN

Las características pueden variar en función del tipo de munición y del arma en cuestión. Puede considerarse que una bala blindada disparada por una M2 tendrá las características significativas siguientes:
- Calibre: 12,7 mm
- Masa del cartucho: 115 g
- Masa de la bala: 42 g
- Vel. inicial: 930 m/s